# Sulzthal

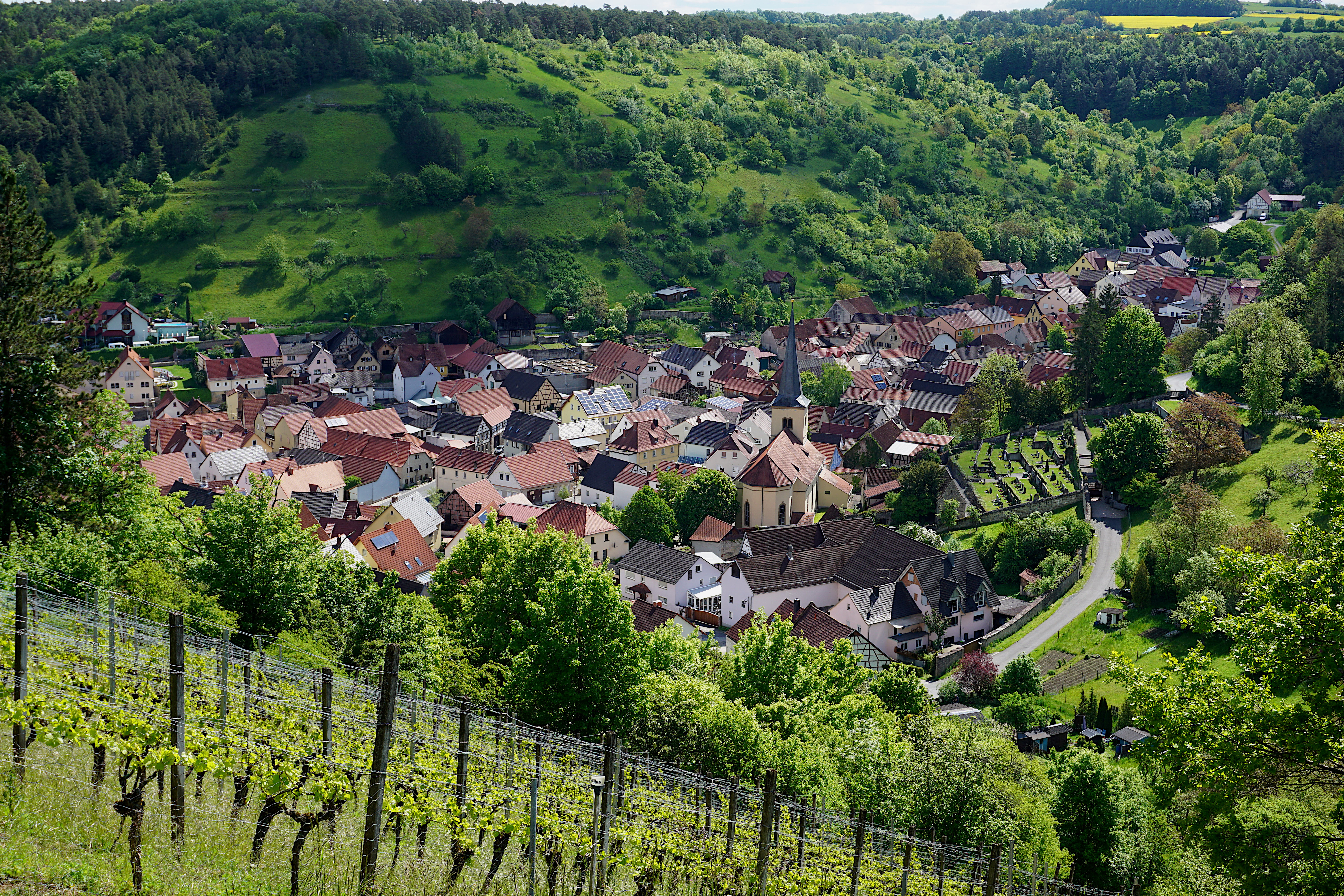
Blick über Sulzthal

Sulzthal ist ein Markt im unterfränkischen Landkreis Bad Kissingen. Die Gemeinde ist Mitglied der Verwaltungsgemeinschaft Euerdorf.

## Geografie
Sulzthal liegt in einem Seitental der Fränkischen Saale in der Region Main-Rhön im Landkreis Bad Kissingen (Altlandkreis Hammelburg). Wie der Name vermuten lässt, ist Sulzthal eine Gemeinde in Kessellage.
Der Ort ist vom Bugberg, Kappberg, Schlangenberg und Trieberg umgeben. Der Wald, der ein Drittel der Gemeindefläche ausmacht und fast vollständig in Gemeindebesitz ist, wurde eine wichtige Grundlage für den finanziellen Wohlstand von Sulzthal.
Es gibt nur die Gemarkung und den Gemeindeteil Sulzthal.

## Name

### Etymologie
Der Name Sulzthal wurde aus den althochdeutschen Wörtern sulzi und dal gebildet. Sie bedeuten Salzwasser und Tal. Als Erklärung ergibt sich daraus „Tal mit Salzquelle“.

### Frühere Schreibweisen
Frühere Schreibweisen des Ortes aus diversen historischen Karten und Urkunden:
- 0953 „Sulzidal“
- 1136 „Sulztal“
- 1415 „Solcztal“
- 1747 „Salzthal“
- 1802 „Sulzthal“

## Geschichte

### Ortsgeschichte

#### Anfänge
Die erste bekannte Erwähnung von Sulzthal erfolgte am 1. Januar 953 als „Sulzidal“ im Zusammenhang mit einem Gütertausch zwischen Otto I. und dem Kloster Fulda. Anfangs bestand Sulzthal aus lediglich sieben Häusern.
Einer alten Sage zufolge soll eine in der Flur „Höscht“ befindliche Stadt einst im Sumpf versunken sein. Bei Grabungen in den 1960er Jahren fanden sich Siedlungsspuren aus mehreren Epochen, so aus der Zeit um 5000 v. Chr., 4000 bis 2500 v. Chr. (Tonscherben) und 100 v. Chr. (Hüttensiedlungen, Keramikteile, ein handgeschmiedetes Eisenschlackenstück).

#### Mittelalter
Die Bewohner Sulzthals lebten lange Zeit vom Verkauf des Holzes aus den umliegenden Wäldern, vom Handwerk und vom Weinbau. Neben Schmieden, Schreinereien und Wagnereien gab es bis ins 20. Jahrhundert zwei Büttner-Betriebe in Sulzthal. Einer der ersten bekannten Nachweise des Weinbaus in Sulzthal stammt laut Dorfchronist Arnulf Diez aus dem Jahr 1097 mit einer Schenkung von vier Weinbergen in Sulzthal an das Kloster Theres. Das Ende des Weinbaus wurde während des Zweiten Weltkrieges mit dem Verbot von ausländischen resistenten Rebsorten durch die Nationalsozialisten eingeleitet und vollzog sich schließlich nach dem Ende des Krieges.
Sulzthal war im Lauf der Jahrhunderte im Besitz mehrerer Klöster. Abt Hermann I. vom Bamberger Kloster Michelsberg kaufte im Jahr 1136 u. a. die Mönchswiesen und die Bamberger Mühel im Sulzthal. Die Mönchswiesen gingen später in den Besitz des Klosters Aura über. Weitere Gutseigentümer waren die Klöster Schönau und Frauenroth; seit 1311 war der Sulzthaler Zehnthof in Besitz des Würzburger Stifts Haug.
Der Ort unter der Herrschaft der Herren von Trimberg kam Ende des 13. Jahrhunderts in den Besitz der Henneberger, als Heinrich von Trimberg im Jahr 1234 die Gräfin Mechthild von Henneberg heiratete und ihr die Rechte an Sulzthal vererbte; durch die Heirat der Erbtochter Adelheid von Trimberg und Hermann von Henneberg wurden die neuen Besitzverhältnisse endgültig.
Laut mündlicher Tradition fällt die Entstehung der Sulzthaler Tradition des „Vierteltrinkens“ in diese Zeit. Als die Tochter des Grafen von Trimberg aus Anlass ihrer Hochzeit von den Sulzthaler Frauen mit Wein beschenkt wurde, war sie so dankbar, dass ihr Vater auf ihre Veranlassung hin den Sulzthaler Frauen einen Tag im Jahr zur eigenen Verfügung gewährte. Daraus entwickelte sich die Tradition, dass alle zwei Jahre am Rosenmontag ein entsprechendes Fest gefeiert wird. Die einzelnen Dorfviertel wechseln sich in der Ausrichtung ab, woraus sich wahrscheinlich der Name Vierteltrinken ableitet, und laden dazu die Frauen des ganzen Ortes ein.
Den Spitznamen „Sulzler Henneberger“ für die Sulzthaler entstand angeblich aus einer Fehde zwischen Frowein von Hutten und Otto von Henneberg. Demnach fielen Frowein von Hutten und Philipp von Thüngen am 13. Oktober 1472 in Sulzthal ein und plünderten den Ort. Die Henneberger überfielen und verwüsteten daraufhin den Joßgrund, ein Gut im Besitz der Herren von Thüngen und Hutten.

#### Sulzthal zu Beginn der Neuzeit
Sulzthal wurde zweimal vorübergehend evangelisch, das erste Mal, als sich die Grafen Berthold XVI. und Albrecht, denen Sulzthal jeweils zur Hälfte gehörte, zum Protestantismus bekannten. Sulzthal kehrte zum Katholizismus zurück, als nacheinander die Besitzanteile von Berthold XVI. (am 19. November 1552) und Albrecht (am 20. Juli 1585) wieder an die Würzburger Bischöfe ging. Im Jahr 1585 wurde Sulzthal eigenständige Pfarrei. Ein weiteres vorübergehendes Bekenntnis Sulzthals zum Protestantismus erfolgte während des Dreißigjährigen Krieges.
In die Amtszeit des Würzburger Fürstbischofs Julius Echter von Mespelbrunn fielen die Ersterwähnung der Sulzthaler Schule (1578) und die Errichtung einer Ortsbefestigung in Form der 1100 Meter langen Stadtmauer (1581).
Im Lauf der Jahrhunderte wurde Sulzthal mehrfach von Pestepidemien heimgesucht, so dreimal zwischen 1151 und 1179, ferner 1257, 1312, 1339, 1437, 1553, 1568, 1583, 1611 sowie während des Dreißigjährigen Krieges im Jahr 1635. Ab 1631 kam es durch im Krieg zu Plünderungen durch Truppen. Im Jahr 1610 wurde die Ernte durch Hagelschlag vollständig vernichtet. Es kam auch zu großen Zerstörungen durch Brände im Ort. Ein erster Brand ereignete sich im Jahr 1553 während des Zweiten Markgrafenkrieges, ein weiterer am Sonntag, 13. Juli 1664, der den Ort fast vollständig zerstörte. Im Jahr 1796 grassierte die Rinderpest in Sulzthal, die den Anlass für die Bittandacht zu Ehren des Heiligen Sebastian bildete. Im Jahr 1808 erreichte während eines Regengusses der Wasserstand wegen der Tallage von Sulzthal eine Höhe von 1,75 Metern.

#### Bayerisches Königreich
Das ehemalige Amt des Hochstiftes Würzburg wurde nach der Säkularisation 1803 zugunsten Bayerns 1805 Erzherzog Ferdinand von Toskana zur Bildung des Großherzogtums Würzburg überlassen und fiel mit diesem 1814 endgültig an das Königreich Bayern.
Ab Mitte des 19. Jahrhunderts löste die Auswanderung nach Amerika auch einen Rückgang der Sulzthaler Bevölkerung aus. Im Deutsch-Französischen Krieg von 1870/71 verlor ein Sulzthaler Bürger sein Leben.
Ab 1854 waren die Felder auf dem südlich gelegenen Hochebene besser zu erreichen und zu bewirtschaften, als dorthin ein Serpentinenweg gebaut wurde. Ungefähr zur gleichen Zeit wurde in Sulzthal die Dreifelderwirtschaft mit Winterbau, Sommerbau und Hackfrüchten eingeführt. Im Jahr 1886 erfolgte der Bau der Wasserleitung, 1896 wurde eine eigene Post-Agentur für Sulzthal eingerichtet. Im Jahr 1888 entstand am Gänshügel eine zweite Sulzthaler Schule, 1898 in der Eichstraße eine von zwei Ordensschwestern geleitete Kinderbewahranstalt.

#### Erster Weltkrieg und Weimarer Republik
Im Ersten Weltkrieg wurden 170 Männer zum Kriegsdienst eingezogen, von denen 31 in den Kämpfen ums Leben kamen; viele weitere wurden verwundet. Nach Kriegsende hatte Sulzthal mit Inflation und hoher Arbeitslosigkeit zu kämpfen.
Das erste elektrische Licht in Sulzthal wurde am 16. November 1920 installiert.

#### Nationalsozialismus und Zweiter Weltkrieg
Der Nationalsozialismus stieß in Sulzthal auf geringe Akzeptanz. So kam die NSDAP bei der letzten freien Wahl im Jahr 1933 auf lediglich 29 Prozent; lediglich zwölf Männer traten in die im gleichen Jahr gebildete SA ein. Wegen einer Blockade durch die NSDAP musste bei der Bürgermeisterwahl von 1938 ein Ortsfremder als Bürgermeister eingesetzt werden.
Im Jahr 1937 wurde unter strenger Geheimhaltung am südlichen Ortsausgang eine Verstärkerstelle für den Fernsprech-Verkehr errichtet.
Etwa 185 Männer aus Sulzthal wurden im Zweiten Weltkrieg zum Militärdienst eingezogen. 66 von ihnen fielen oder sind vermisst; viele kehrten verwundet aus dem Krieg zurück. Im Jahr 1952 kam der letzte Sulzthaler aus sowjetischer Kriegsgefangenschaft in die Heimat zurück.

#### Sulzthal nach 1945
Mitte der 1950er Jahre wurden die örtliche Wasserversorgung (ab 1954) und das Kanalnetz (ab 1955) eingerichtet, im Jahr 1958 wurde die Ortsdurchfahrt erweitert. Die zwischen 1960 und 1966 durchgeführte Flurbereinigung ermöglichte es neun landwirtschaftlichen Betrieben, neue Flächen außerhalb des engen Dorfgebietes zu erschließen; einige abgelegene Grundstücke wurden an die Strom- und Wasserversorgung angeschlossen.
Im Jahr 1951 scheiterten Pläne der amerikanischen Besatzungsarmee, den Truppenübungsplatz Hammelburg bis an die Ortsgrenze von Sulzthal zu vergrößern, am Widerstand der Bevölkerung sowie am Einspruch der Hammelburger Bundestagsabgeordneten Maria Probst. Bei Umsetzung der Pläne wären südlich gelegene Orte wie Wasserlosen und Greßthal abgesiedelt und beinahe die gesamte Gemarkung von Sulzthal in militärisches Sperrgebiet umgewandelt worden.
Im Rahmen der Gemeindegebietsreform im Jahr 1972 kam Sulzthal zum Landkreis Bad Kissingen. Die Staatsregierung versprach Geldzuweisungen im Falle einer Eingemeindung nach Euerdorf, doch sprach sich die Sulzthaler Bevölkerung deutlich dagegen aus. Versuche des Gemeinderates, die Meinung der Sulzthaler Einwohner zu ändern, blieben erfolglos.
Im Jahr 1978 wurden Sulzthal, Aura an der Saale, Euerdorf und Ramsthal Mitglieder der Verwaltungsgemeinschaft Euerdorf.

### Bevölkerungsentwicklung
Im Zeitraum 1988 bis 2018 sank die Einwohnerzahl von 879 auf 832 um 47 Einwohner bzw. um 5,4 %. 1998 hatte der Markt 959 Einwohner.
Quelle: BayLfStat
| Jahr | Einwohner |
| ---- | --------- |
| 1961 | 935       |
| 1970 | 946       |
| 1987 | 859       |
| 1991 | 914       |
| 1995 | 935       |
| 2000 | 957       |
| 2005 | 935       |
| 2010 | 913       |
| 2015 | 857       |

## Politik

### Gemeinderat
Ergebnis der letzten Kommunalwahl vom 15. März 2020:
| CSU/Wählergemeinschaft   | 3 Sitze | (39,17 %) |
| SPD/Freunde              | 3 Sitze | (34,68 %) |
| Freie Wählergemeinschaft | 2 Sitze | (21,66 %) |

Weiteres Mitglied und Vorsitzender des Gemeinderates ist der Erste Bürgermeister.

### Bürgermeister
Erster Bürgermeister ist seit 1. Mai 2014 August Weingart (CSU); er wurde am 15. März 2020 mit 65,99 % der Stimmen für weitere sechs Jahre gewählt.

### Wappen
| | Blasonierung: „In Silber auf grünem Boden ein grüner Apfelbaum mit goldenen Früchten; dem Stamm aufgelegt der rote Großbuchstabe S.“ |
| Wappenbegründung: Die Gemeinde Sulzthal erhielt 1472 die Marktrechte von Kaiser Friedrich III. Das älteste bekannte Siegel der Gemeinde aus dem späten 16. Jahrhundert zeigt bereits das Wappen mit dem Baum. Die Umschrift lautet „S. DES FLECKEN SOLCZTAL“. Ein weiteres Siegel aus der Zeit um 1650 zeigt das gleiche Wappenbild. Im 19. Jahrhundert ist das Wappen wahrscheinlich in Vergessenheit geraten. Es wurde erst 1959 wieder angenommen. Der Buchstabe S war früher um den Baumstamm geschlungen. Heute ist er auf den Stamm gelegt (siehe Kaffee Hag Album O. Hupp). Er dient der Unterscheidung von anderen Wappen mit Bäumen, die im 16. Jahrhundert beliebte Wappensymbole waren. Das Wappen wurde am 12. Februar 1959 durch das Innenministerium verliehen. | |

## Wirtschaft einschließlich Land- und Forstwirtschaft
Die Gemeindesteuereinnahmen betrugen im Jahr 2020 535.000 Euro. Die Gewerbesteuereinnahmen (netto) waren mit 44.000 Euro im Minus.
Es gab 2020 nach der amtlichen Statistik im produzierenden Gewerbe 16, im Bereich Handel und Verkehr keine und in der Land- und Forstwirtschaft drei sozialversicherungspflichtig Beschäftigte am Arbeitsort. Sozialversicherungspflichtig Beschäftigte am Wohnort gab es insgesamt 364 Betriebe. Im verarbeitenden Gewerbe und im Bauhauptgewerbe gab es keine Betriebe. Zudem bestanden im Jahr 2016 zwölf landwirtschaftliche Betriebe mit einer landwirtschaftlich genutzten Fläche von 669 ha, davon waren 629 ha Ackerfläche und 40 ha Dauergrünfläche.

## Vereinsleben
Erste Erwähnungen einer Musikkapelle in Sulzthal befinden sich Ortschronist Arnulf Diez zufolge in den Pfarrmatrikeln für die Zeit um 1600. Gemeinsam mit der Freiwilligen Feuerwehr entstand im Jahr 1871 ein Musikzug. Ab 1890 bildete die Sulzthaler Kapelle Militärmusiker aus und musizierte bei den Kurkonzerten in Bad Kissingen. Die Tätigkeit der Kapelle endete im Zweiten Weltkrieg. Seit 1976 ist die Kapelle mit Unterstützung eines Musikvereins wieder aktiv.
Am 4. Januar 1871 entstand unter Anwesenheit von 68 Gründungsmitgliedern im Gasthaus Zum Hirschen die Freiwillige Feuerwehr, die inzwischen mehr als 200 Mitglieder hat. Im Jahr 1996 wurde eine LF 8/6 angeschafft.
Am 26. Dezember 1903 wurde von Lehrer Otmar Hofgesang und 51 weiteren Gründungsmitgliedern in der Gastwirtschaft der Brauerei Benkert der Gesangsverein „Sängerlust“ 1903 Sulzthal e. V. ins Leben gerufen. Im Ersten und im Zweiten Weltkrieg kam die Vereinstätigkeit zum Erliegen; zahlreiche Mitglieder fielen. Im Jahr 1947 nahm der Verein seine Tätigkeit wieder auf. Der Verein, der zum 60-jährigen und zum 75-jährigen Bestehen größere Gründungsfeste feiern konnte, veranstaltet Liederabende und wirkt bei der Gestaltung von Gottesdiensten und einigen Theateraufführungen mit.
Die erste Sanitätskolonne von Sulzthal entstand am 17. Oktober 1926 im Gasthaus Diez unter Mitwirkung von 19 aktiven und 13 passiven Gründungsmitgliedern aus Anlass einer Obstschau. Am 24. April 1961 fand der Vollzug des Protokollbuches statt; die letzte Eintragung vor dem Zweiten Weltkrieg datiert vom 10. April 1938. Nach einem Erste-Hilfe-Lehrgang des Bayerischen Roten Kreuzes auf Anregung des Motorsportclubs riefen sechs Gründungsmitglieder am 11. März 1961 die Rot-Kreuz-Ortsgruppe Sulzthal ins Leben.
Der Sportverein VfR Sulzthal wurde 1927 gegründet und bietet die Sportarten Fußball, Aerobic, Fitness und Gymnastik an. Die Erste Mannschaft spielt in der Kreisliga Nord. Weiterhin sind die Zweite Mannschaft, die Alten Herren sowie Kinder- und Jugendteams für 6- bis 17-Jährige in dem Verein aktiv, der über 300 Mitglieder hat.
Der erste von zwei Vereinen, die sich in Sulzthal mit dem Reitsport beschäftigen, wurde mit dem Reit- und Fahrverein Sulzthal und Umgebung e. V. im Jahr 1950 gegründet. Der Verein veranstaltet seit seiner Gründung Turniere, so unter anderem zwei bayerische Vielseitigkeitsmeisterschaften und zehn Sichtungsprüfungen der Klassen M und S. Er erzielte bisher mehr als 200 Siege und 1100 Platzierungen. Mit der Tradition des „Kreuzritts“ veranstaltet der Verein eine Segnung der Reiter und ihrer Pferde, die von 1950 bis 1964 jährlich und seit 1983 alle zwei Jahre stattfindet. Der Verein hat durchschnittlich 90 Mitglieder.
Am 1. Juni 1952 gründeten 20 Anhänger des Motorsports in der Gastwirtschaft Diez den Motorsportclub (MSC) Sulzthal, um faires Verhalten im Straßenverkehr zu fördern. Im Jahr 1955 wurde der Verein kooperatives Mitglied der evangelischen Verkehrswacht Schweinfurt. Der Verein organisiert diverse gesellschaftliche Veranstaltungen und hat mehr als 200 Mitglieder.
Die 1970 gegründete Eigenheimer-Vereinigung widmet sich der Gartenpflege durch Eigenheimbesitzer und hat mehr als 100 Mitglieder.
Der Verein Pferdefreunde Sulzthal ist der zweite Verein in Sulzthal, der sich mit dem Reitsport beschäftigt. Er wurde am 10. Dezember 1995 von 23 Gründungsmitgliedern ins Leben gerufen. Der Verein widmet sich dem Reitsport, insbesondere dem Vielseitigkeitssport und der Förderung junger Talente und veranstaltet Lehrgänge. Er hat bereits mehrere Turniere wie die Fränkische Meisterschaft der Vielseitigkeitsreiter im Jahr 1999 ausgetragen.
Der am 1. August 1997 gegründete Verein Jagd- und Naturfreunde Sulzthal beschäftigt sich mit der Förderung des Jagdwesens. Er veranstaltet vor allem Stammtische, Vorträge und Wanderungen. Der Verein ist der bislang jüngste Verein in Sulzthal.
Die Kindergruppe Natur und Umwelt widmet sich der Aufgabe, den Sulzthaler Kindern die Liebe zur Natur und zu unserer Erde nahezubringen.
Die Gruppe der Landfrauen ist eine Einrichtung des bayerischen Bauernverbandes und bietet den Landfrauen, ehemaligen Bäuerinnen, Weiterbildungskurse und anderes in Hauswirtschaft, Gartenbau und Handarbeiten an. Der Osterbrunnen und die Kirchen und Kapellen von Sulzthal werden von den Teilnehmerinnen jährlich mit gestickten Schmuckwaren ausgestattet.

## Persönlichkeiten

### Ehrenbürger
- Arnulf Diez (1904–1985), Altbürgermeister und Dorfchronist

### Söhne und Töchter der Gemeinde
- Rudolf Schmitt-Sulzthal (1903–1971), Dichter und Schriftsteller
- Anika Landsteiner (* 1987), Autorin, Journalistin und Podcasterin